# Brisbane Heat
Le Brisbane Heat est une équipe professionnelle australienne de cricket masculin qui joue dans la Big Bash League. Basé à Brisbane, Queensland, le club est le successeur des Queensland Bulls.